# Anti Fleur
『Anti Fleur』（アンティ・フルール）は1987年4月6日にリリースされた門あさ美の9枚目のアルバムである。東芝EMI EASTWORLD 移籍後の第1作である。

## 収録曲

### Side A
1. Anti Fleur (3:48)
作詞：門あさ美　作曲：高橋幸宏　編曲：高橋幸宏
2. KO RO KU (3:04)
作詞・作曲：門あさ美　編曲：高橋幸宏
3. キリンと私 (3:15)
作詞・作曲：門あさ美　編曲：高橋幸宏
4. 太陽がいっぱい (4:21)
作詞・作曲：門あさ美　編曲：高橋幸宏

### Side B
1. SORADAKI　空薫 (4:01)
作詞・作曲：門あさ美　編曲：高橋幸宏
2. みつばちのささやき (3:38)
作詞・作曲：門あさ美　編曲：高橋幸宏
3. 魚になりたい (3:43)
作詞・作曲：門あさ美　編曲：高橋幸宏
4. 道草 (3:09)
作詞・作曲：門あさ美　編曲：高橋幸宏
5. ひまわり (4:09)
作詞・作曲：門あさ美　編曲：高橋幸宏

## スタッフ・クレジット

### 参加ミュージシャン
- 門あさ美 - ボーカル
- 高橋幸宏 - ドラムス、キーボード、B-Vox
- 小林武史 - キーボード
- 大村憲司 - エレクトリック・ギター
- 笛吹利明 - アコースティック・ギター
- 小原礼 - エレクトリックベース
- 加瀬徹 - アコースティック・ベース
- 矢口博康 - サクソフォーン

### 制作スタッフ
- プロデュース -  高橋幸宏
- ストリングス・アレンジ - 坂本龍一
- レコーディング＆ミキシング・エンジニア - 中山大輔
- エンジニア - 中林慶一
- コンピューター・オペレーション、イクイップメント・テクニシャン - 菅原弘明

## リリース日一覧
| 地域 | リリース日   | レーベル        | 規格                   | カタログ番号 | 備考                |
| ---- | ------------ | --------------- | ---------------------- | ------------ | ------------------- |
| 日本 | 1987年4月6日 | EASTWORLD       | 30cmLP                 | WTP-90462    |                     |
| 日本 | 1987年4月6日 | EASTWORLD       | カセット               | U4BC-47      |                     |
| 日本 | 1987年4月6日 | EASTWORLD       | 12cmCD                 | CA32-1412    |                     |
| 日本 | 2004年4月4日 | EMI Music Japan | デジタル・ダウンロード | A1000039073  | レコチョク          |
| 日本 | 2004年4月4日 | EMI Music Japan | デジタル・ダウンロード | 94633268357  | mora AAC-LC 320kbps |
| 日本 | 2004年4月4日 | EMI Music Japan | デジタル・ダウンロード | B0047IE9QM   | Amazon.co.jp        |
| 日本 | 2005年8月4日 | EMI Music Japan | デジタル・ダウンロード | 720445938    | iTunes Store        |